# Conospermum huegelii
Conospermum huegelii är en tvåhjärtbladig växtart som beskrevs av Stephan Ladislaus Endlicher. Conospermum huegelii ingår i släktet Conospermum och familjen Proteaceae. Inga underarter finns listade i Catalogue of Life.